# Vauda Canavese
Vauda Canavese é uma comuna italiana da região do Piemonte, província de Turim, com cerca de 1.410 habitantes. Estende-se por uma área de 7 km², tendo uma densidade populacional de 201 hab/km². Faz fronteira com Busano, Rocca Canavese, Barbania, San Carlo Canavese, Front, San Francesco al Campo.

## Demografia
| Variação demográfica do município entre 1861 e 2011                               |
|                                                                                   |
| Fonte: Istituto Nazionale di Statistica (ISTAT) - Elaboração gráfica da Wikipedia |